# Ex convento di San Girolamo
L'ex convento di San Girolamo fu un edificio religioso dei Padri gerolamini in Urbino. È sede della Biblioteca omonima del polo umanistico dell'Università cittadina.

## Storia
La presenza dei gerolamini in città è attestata fin dagl'ultimi venti anni del XIV secolo, quando il beato Pietro Gambacorta fondò sulle vicine colline delle Cesane la Congregazione dei poveri eremiti di San Girolamo. Il convento fu eretto, in questo sito, verso la prima metà del XV secolo; poi nella seconda metà dello stesso secolo fu eretta la chiesa conventuale.
Il convento e la chiesa furono totalmente ricostruiti, ex novo, nella seconda metà del XVIII secolo, su progetto dell'architetto urbinate Giuseppe Tosi. Progetto che però restò incompiuto come denunciano le immorsature presenti sulla facciata meridionale.
I Padri gerolamini vi rimasero fino alla seconda metà del XIX secolo, quando, a seguito dell'Unità d'Italia, il convento fu requisito dallo Stato ed ospitò prima un asilo infantile, voluto dal regio commissario straordinario per le Marche, Lorenzo Valerio, poi la scuola ed il convitto normale maschile ed infine il carcere giudiziario, dal 1889, quando fu trasferito dal Palazzo Ducale in questo edificio; tale destinazione apportò considerevoli modifiche alla struttura architettonica. Il carcere fu chiuso negli anni ottanta del XX secolo, da allora l'edificio non ebbe più alcuna destinazione, rimanendo abbandonato. Nei primi anni del XXI secolo, dopo il passaggio alla locale Università, nell'ex convento furono insediati alcuni dipartimenti legati alla conservazione e al restauro di opere d'arte, occupando solo una parte del grande edificio. In seguito furono avviati dei lavori di restauro e di risanamento dell'intera struttura, in parte ultimati ed in parte ancora in corso, che rientrano nel progetto di dislocarvi tutte le biblioteche del polo umanistico dell'Università.

## Descrizione

### Ex convento
Situato sul versante sudorientale del colle del Poggio, in contrada San Polo, affaccia sulla via eponima a monte (lato ovest), mentre la facciata a valle (lato est) è separata dall'antistante via delle Mura dall'antico orto del convento, di estese dimensioni.
Ha due ingressi principali e un accesso diretto all'orto nella via eponima; inoltre ha un altro accesso all'antico orto conventuale a sud da via del Soccorso. Occupa un'area molto estesa, comprendente l'ex edificio conventuale, in forma di rettangolo irregolare, soprattutto sul lato a monte, dal momento che l'angolo sud-occidentale forma una piccola rientranza quadrilatera, su cui prospettano le facciate principali dell'ex convento e della chiesa. Tale rientranza confina, sul lato meridionale, con un'estremità di via Santa Maria. Invece sul lato nord-occidentale, l'edificio è separato dall'ex monastero di Santa Chiara, da uno stretto vicolo, che collega la via eponima con l'antico orto. La struttura ha due cortili quadrilateri interni, uno verso sud, è chiuso sul lato occidentale dalla mole della chiesa che vi si affaccia col suo lato lungo; mentre l'altro cortile è chiuso, sul lato nord, da un alto muro di cinta che lo separa dall'antistante vicolo cieco. Si sviluppa su quattro piani, oltre ad un mezzanino superiore. Sui lati meridionale ed orientale confina con l'antico orto, nel quale si possono ancora vedere le guardiole, erette a fine XIX secolo, quando vi fu insediato il carcere. Le facciate esterne sotto tutte in mattoni a vista. Il prospetto orientale è piuttosto lungo, presenta una cordolatura che delimita una sorta di zoccolo al piano terreno, su di essa si aprono tre ordini da diciassette finestre, quasi tutte architravate e con semplici cornici in laterizio. Il primo ordine presenta aperture quadrate, corrispondenti al piano seminterrato; il secondo invece è costituito da finestre rettangolari su cornice marcadavanzale, corrispondenti al primo piano, tale cornice delimita anche il muro lievemente scarpato della parte inferiore di questo prospetto. Il terzo ordine presenta finestre di eguale dimensione, rispetto a quelle del piano inferiore; infine, sotto alla cornice che delimita superiormente i prospetti esterni, vi sono lunghe e strette aperture, su cornice marcadavanzale, corrispondenti al mezzanino superiore. Le finestre furono ridotte o tamponate quando vi fu insediato il carcere; solo con i recenti lavori di restauro (ancora in corso), sono riportate progressivamente alla loro dimensione originaria. A livello del secondo e del terzo ordine, vi sono due coppie di finestre centinate, corrispondenti ad un vano scale, e ad una grande finestra centinata a lato, nel terzo ordine. Altre due finestre centinate sono presenti sulla facciata meridionale, al livello del secondo e del terzo ordine di finestre.
Il prospetto a monte si divide in due porzioni, una più alta, verso nord, dietro alla chiesa, e un'altra più bassa, verso sud, legata al prospetto principale sul piccolo largo sulla via eponima. La parte più alta si sviluppa su due ordini di finestre architravate, quelle del secondo ordine poggiano su una cornice marcadavanzale, invece il primo ordine, che su questo lato si trova al pianterreno, sul lato orientale si viene a trovare al secondo piano, per via del dislivello collinare. Al centro si apre un portale lapideo con arco a tutto sesto rientrante e adorno di volute, da cui si sviluppa un lungo corridoio, che termina nella grande finestra centinata sul fronte orientale, a cui, in seguito ai recenti interventi di ristrutturazione, è stato aggiunto un piccolo balcone esterno. Sul portale si può ancora rintracciare la scritta "R. (Regie) CARCERI GIUDIZIARIE". Ma la facciata più elaborata è la parte più meridionale di questo lato, composta da un solo ordine da due finestre, ai lati di un portale lapideo ad arco a tutto sesto rientrante, rialzato su tre gradini, maggiormente ricco di stucchi e volute, come lo sono anche le cornici lapidee delle finestre laterali. Il prospetto è suddiviso da lesene, che formano tre riquadri, al cui centro si aprono il portale e le due finestre, con la parte centrale più estesa e lievemente aggettante.

### Chiesa

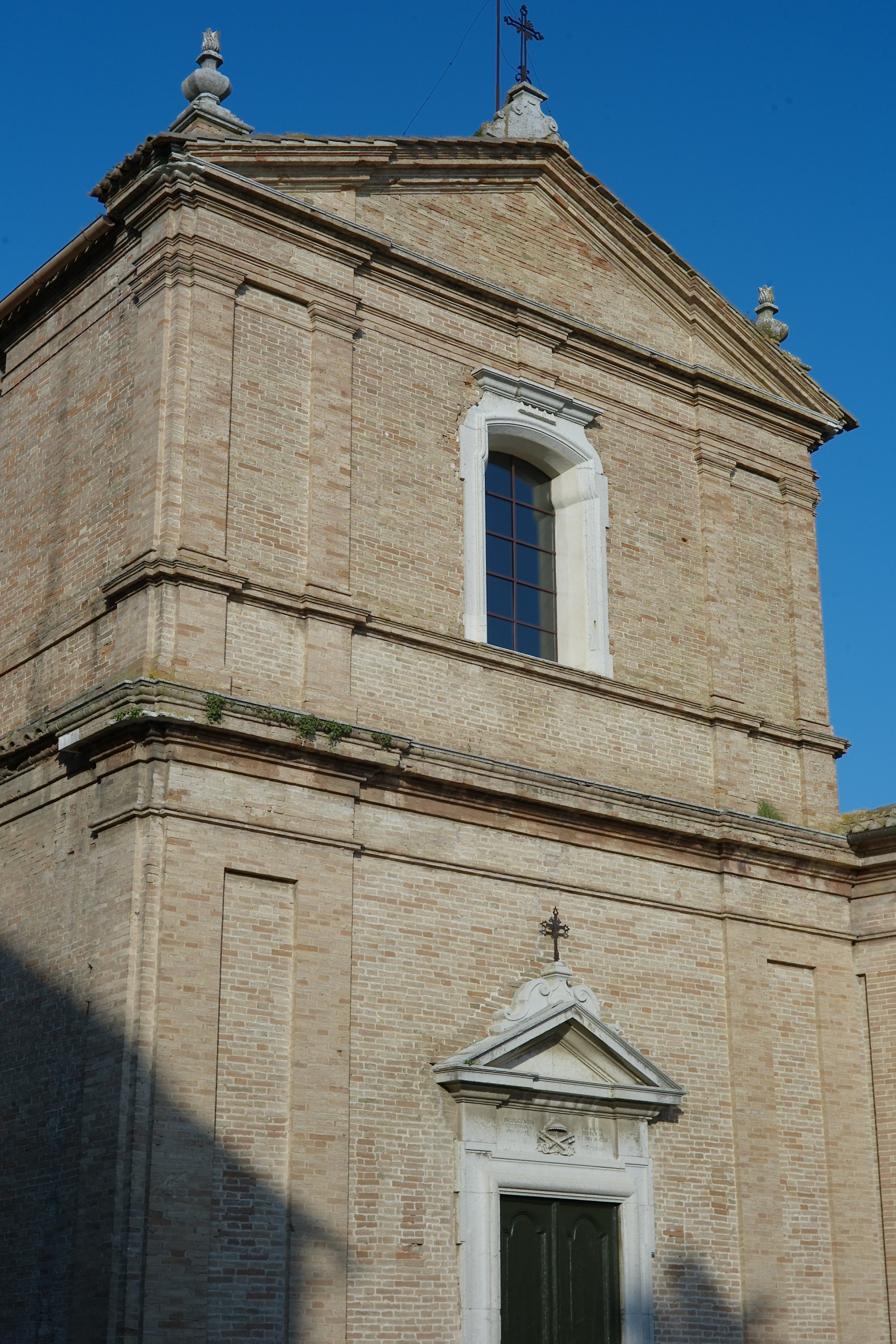
La facciata principale della chiesa.

La chiesa si trova sul lato a monte dell'ex convento, confina per due lati (la facciata principale su un lato corto e un lato lungo) con la via eponima e per due lati con l'ex edificio conventuale. Si presenta ad aula unica rettangolare, voltata a botte, sviluppantesi sull'asse nord-sud, con abside semicircolare e cinque altari, il maggiore e quattro laterali (due per lato). Le pareti laterali sono scandite da paraste corinzie, sorreggenti una trabeazione, su cui s'innesta la volta a lunetta, con sei finestre ad arco ribassato. Tra le paraste, sulle pareti laterali, si aprono grandi nicchie a fondo piano e ad arco a tutto sesto, entro cui si trovano gli altari laterali. Il presbiterio è rialzato su di un gradino e delimitato da una balaustra e dall'arco trionfale; sulla sommità di quest'ultimo è riportata in un cartiglio, l'iscrizione "DIVO HIERONYMO". L'altar maggiore è in marmi policromi e le cornici intorno alla pale nell'abside e sugli altari laterali sono abbellite da pregevoli stucchi baroccheggianti, composti da putti e angeli. Pregevoli sono anche le due cantorie ai lati del presbiterio. L'abside è illuminata da due finestre architravate laterali ed al centro spicca la pala di Luigi Vanvitelli, copia della Comunione di San Girolamo del Domenichino, in formato rettangolare. Invece sugli altari laterali si trovano due tele di Pier Leone Ghezzi, una raffigurante Il beato Pietro Gambacorta da Pisa (secondo altare a sinistra) e un'altra con Le sante Paola ed Eustochia (primo altare a destra), entrambe risalenti al 1713; vi è poi una tela del forlivese Giuseppe Marchetti, raffigurante La Trinità, i santi Agostino, Onofrio ed il beato Nicola da Forca Palena (secondo altare a destra), risalente al 1778.
La facciata principale della chiesa è delimitata da due coppie di paraste doriche binate, in lieve aggetto, interrotte al centro da una cornice e coronate da un frontone in mattoni a vista. Al centro si apre l'ingresso principale con cornice in pietra, architravato e coronato da un frontone triangolare; riportante la seguente iscrizione ai lati dell'emblema pontificio "INDULGENTIA / PLENARIA /  QUOTIDIANA / PERPETUA / PRO VIVIS /  ET DEFUNCTIS / ANNO D(OMI)NI MDCCLXXX". In asse con quest'ultimo, si apre nella parte superiore, una finestra ad arco ribassato, con cornice lapidea, poggiante su una cornice marcadavanzale in mattoni a vista, che si estende su tutta la facciata e sui prospetti laterali. Tale finestra è stata riaperta durante gli ultimi lavori di restauro.
Il prospetto laterale della chiesa sulla via eponima è dominato da due sporgenze, corrispondenti alle nicchie degli altari laterali, che si allungano fino a metà dell'intero prospetto e sono delimitate superiormente da una cornice che si estende su tutta la facciata. Verso la parte absidale, a ridosso della parete laterale si sviluppa la mole del campanile, a pianta quadrata, con aperture centinate. La cella campanaria presenta angoli smussati ed abbelliti da paraste doriche, sorreggenti una trabeazione, su cui poggia una cupola in mattoni a vista.